# Chiesa di San Rocco (Parigi)
La chiesa di San Rocco (in francese: Église Saint-Roch) è un luogo di culto cattolico di Parigi, situato nel centro della città, al numero civico 284 di rue Saint-Honoré, nel I arrondissement, sede dell'omonima parrocchia facente parte dell'arcidiocesi di Parigi.
La chiesa, costruita in stile barocco tra il 1653 e il 1722, è stata teatro di vari avvenimenti legati alla rivoluzione francese.
Tuttora in attività, la chiesa è nota come la "parrocchia degli artisti", in riferimento al numero di artisti le cui salme sono in essa inumate e dei quali si celebrano le memorie e per la ricca collezione di opere d'arte ivi conservate.
La chiesa si trova nei pressi della stazione della metropolitana di Parigi Pyramides (linee  e ).

## Storia

### Costruzione

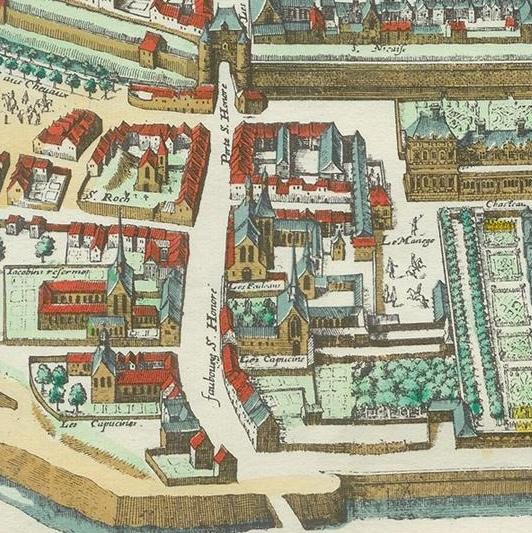
Rue Saint-Honoré con l'antica chiesa di San Rocco nella mappa di Parigi di Matthäus Merian (1615).

Nel 1521 Jean Dinocheau, un commerciante parigino, fece erigere une cappella dedicata a Santa Susanna nel faubourg Saint Honoré situato presso Parigi. Nel 1577 suo nipote, Étienne Dinocheau, trasformò la cappella in una grande chiesa e le attribuì come patrono san Rocco. Nel 1629, la chiesa divenne chiesa parrocchiale, ma pochi anni dopo venne demolita per lasciar posto ad una più grande.
La prima pietra del nuovo edificio venne posata dal futuro Luigi XIV di Francia, accompagnato dalla madre Anna d'Austria, il 23 marzo 1653. Nella nuova chiesa venne consacrata una cappella a Santa Susanna, in ricordo della chiesa precedente. Sopra l'altare si trova un dipinto murale della Santa, inseguita dai suoi persecutori: levando gli occhi al cielo, ella implora l'aiuto di Dio. A causa della mancanza di finanziamenti, la costruzione della chiesa venne interrotta nel 1660, quando erano stati eretti solo il transetto e l'ultima travatura della navata.

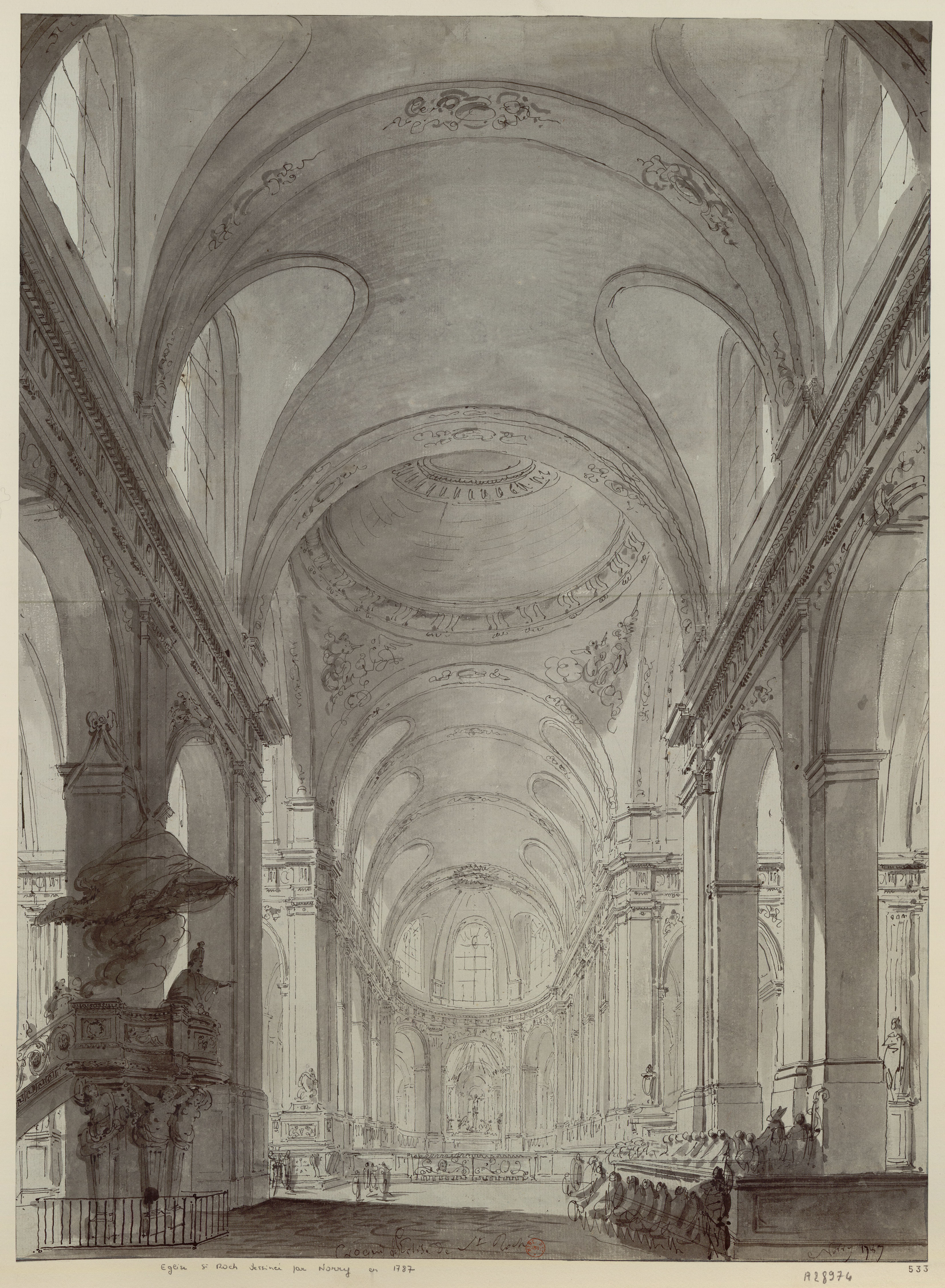
Interno della chiesa in uno schizzo di Charles Norry (1787).

Nel 1690 coro e transetto erano terminati, ma non ancora protetti dall'esterno, se non con un fondo in legno. A partire dal 1701, Jules Hardouin-Mansart intraprese l'aggiunta dell'abside, composta da una navata centrale con terminazione semicircolare ellittica, circondata da un deambulatorio che verrà costruito sotto la direzione di Pierre Bullet, subentrato alla morte di Mansart. I lavori vennero interrotti un'altra volta.
Essi ripresero nel 1719, grazie al dono del banchiere John Law, che finanziò copertura e facciata della chiesa. Tra il 1728 e il 1736, Robert de Cotte aggiunse una torre sulla destra del coro. Nel 1735 una torre della facciata andò distrutta. Robert de Cotte tracciò il progetto per una facciata a due piani, ma fu probabilmente suo figlio, Jules-Robert de Cotte, che la realizzò nel 1739.
Nel 1754 Jean-Baptiste Marduel fece costruire da Étienne-Louis Boullée la cappella dedicata al Calvario, che sarà profondamente rimaneggiata alla fine del XIX secolo. Per decorarla egli si avvalse di alcuni dei più illustri artisti del suo tempo, tra i quali Étienne Maurice Falconet, Pierre Vien e Doyen.
Nel 1756 Jean-Baptiste Pierre dipinse l'Assunzione per la cupola della cappella della Vergine e Falconet scolpì, al di sopra dell'arcata dietro l'altare della Vergine, una Gloria sul modello di quella della Basilica di San Pietro a Roma. Egli vi mise sopra un gruppo dell'Annunciazione, oggi scomparso, ed installò, nella cappella del Calvario, un Cristo in croce, anch'esso scomparso.
Nel 1758 Jean-Baptiste Marduel fece realizzare il pulpito da Simon Challe, che verrà rimaneggiata in due riprese, ma dell'opera iniziale non rimane che la parte superiore ed un insieme di dipinti e sculture attualmente nel transetto.
Nel 1850, distruggendo così l'opera di Boullée, la cappella del Calvario fu trasformata in cappella dei Catechismi e nel 1879 la torre, situata sul fianco destro, resa fragile dal tracciato dell'avenue de l'Opéra, fu distrutta.

### Vicende successive
Ai tempi della Rivoluzione francese, questa chiesa si trovò al centro dei combattimenti, come testimonia la facciata, crivellata di colpi. I gruppi rivoluzionari, come il Club dei giacobini o quello dei Foglianti, si riunivano nei chiostri di rue Saint-Honoré. Fu lungo questa via che passavano i condannati a morte, provenienti dalla Conciergerie e diretti alla place de la Concorde, dove venivano ghigliottinati.

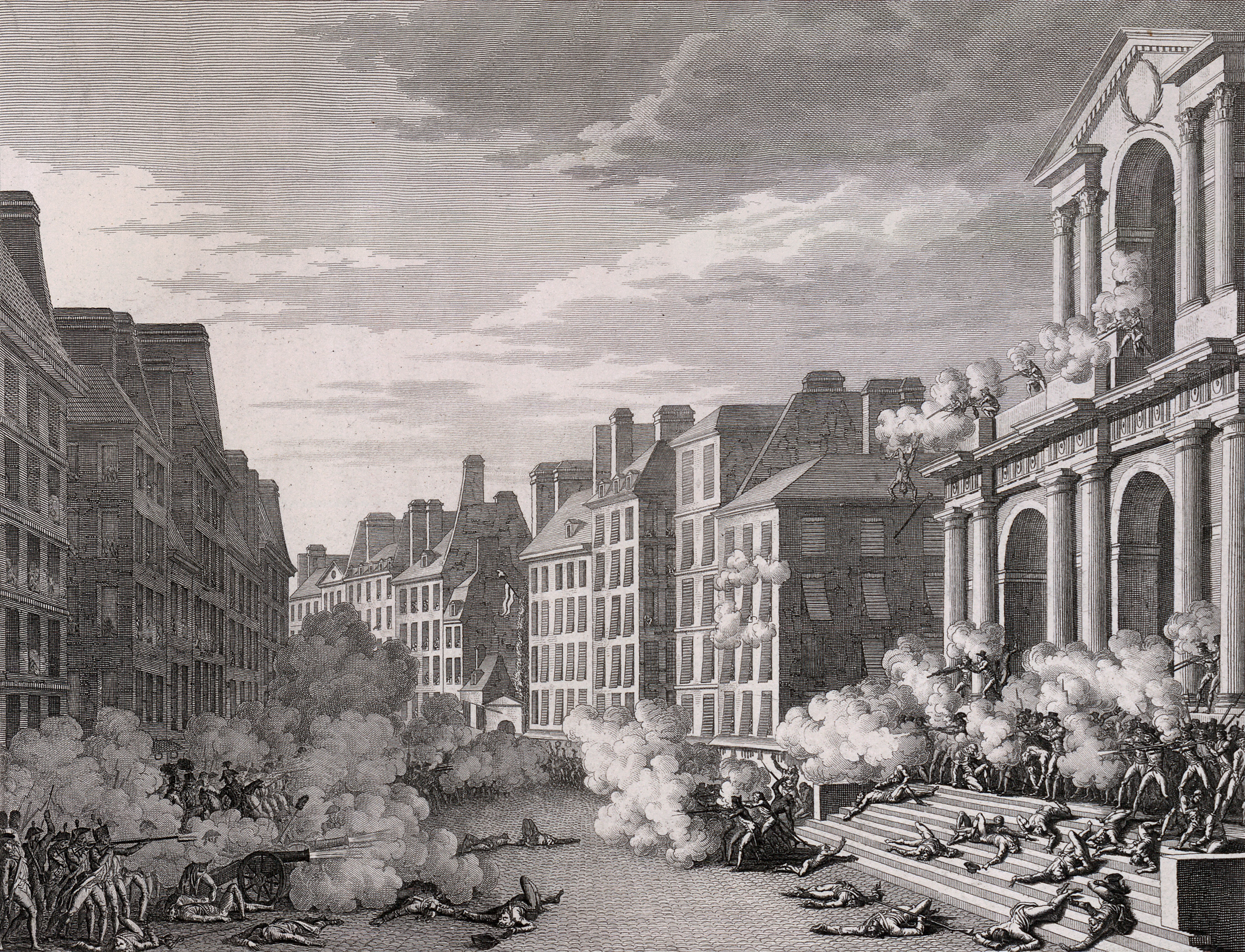
13 vendemmiaio anno IV: il generale Bonaparte fa sparare a mitraglia con i cannoni contro gli insorti realisti. Le conseguenze sulla facciata sono ancora visibili ai giorni nostri.

A due passi di là, al palazzo delle Tuileries, dove aveva sede la Convenzione, il generale Napoleone Bonaparte mise fine alla ribellione realista.
Più gravi ancora sono i danni provocati all'interno della chiesa. Un saccheggio sistematico portò alla scomparsa di numerosi oggetti ed opere d'arte. Tra di esse si trovava il ritratto di uno dei fondatori della chiesa, Dinocheau, che era stato esposto in una delle cappelle.
Il sagrato di San Rocco fu teatro di combattimenti durante l'insurrezione del 13 vendemmiaio anno IV (5 ottobre 1795), quando Napoleone Buonaparte stroncò, su ordine di Barras, l'insurrezione aprendo il fuoco della moschetteria e dell'artiglieria a mitraglia con fuoco continuato per ben tre quarti d'ora e provocando circa 300 morti fra gli insorti. L'azione fruttò al Bonaparte il nomignolo di "Generale mitraglia".

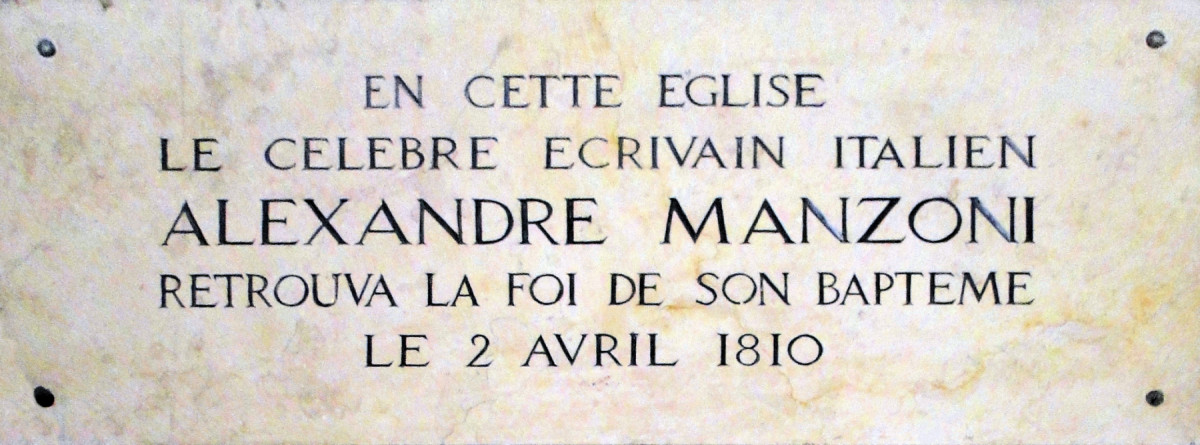
Lapide posta sul primo pilastro sinistro della navata laterale della chiesa parigina di Saint-Roch, che commemora la conversione di Alessandro Manzoni

Saint-Roch fu in seguito "consacrata", con decreto del 6 Brumaio dell'anno VII (27 ottobre 1798), "Tempio del Genio", poi, il 7 gennaio 1815, fu saccheggiata al grido di «morte ai preti» da 5000 manifestanti, che protestavano contro il rifiuto da parte della Chiesa di dare sepoltura cristiana all'attrice Françoise Raucourt.
Nella chiesa avvenne episodio determinante nella vita di Alessandro Manzoni: egli sarebbe entrato il 2 aprile 1810 nella chiesa di san Rocco, disperato d'aver perduto, durante il trambusto della folla, la moglie. Richiese quindi a Dio di rivelarglisi e da quella chiesa uscì credente.
Dal 7 dicembre 1914 la chiesa è monumento storico di Francia.

## Descrizione

### Architettura
Il progetto iniziale della chiesa di San Rocco s'ispirava allo stile di certi edifici religiosi della Compagnia di Gesù, come quello della casa professa di Roma la cui concezione era l'adattarsi alla liturgia cattolica riformata dal concilio di Trento: una chiesa a croce latina, volte a botte, finestre alte, cupola alla crociera, facciata a due ordini sovrapposti di larghezza diversa coronate da un frontone.
Questo modello architettonico fu introdotto in Francia all'inizio del XVII secolo con numerose varianti, quali, in particolare a Parigi: la chiesa conventuale dei Foglianti, oggi scomparsa, (1600-1608), la chiesa dei Carmelitani scalzi (1613-1620), la chiesa dei Santi Paolo e Luigi (1627-1641), la chiesa del noviziato dei gesuiti (1634), anch'essa scomparsa, così come la cappella della Sorbona (1634).
La chiesa è allineata secondo un asse sud-nord, in deroga all'orientazione est-ovest, con una facciata barocca, ricostruita verso il 1730, a sud e un coro al quale sono stati aggiunte successivamente alcune cappelle allineate, fra le quali quella della Vergine, a nord. Questo edificio presenta inoltre un'altra particolarità, l'assenza di campanile a causa dei lavori di demolizione intrapresi nel XIX secolo per la sistemazione del passage Saint-Roch.

### Esterno

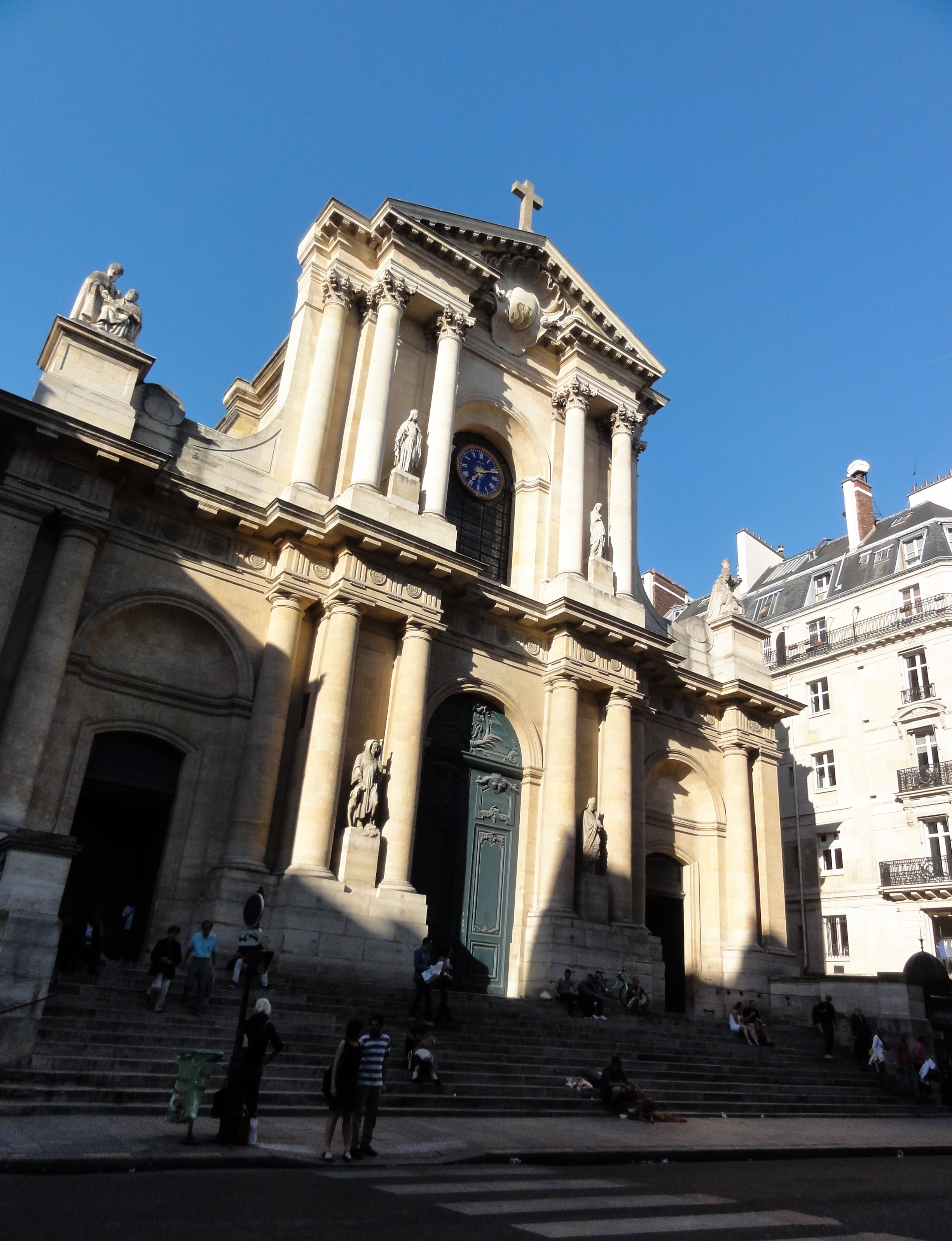
La facciata.

L'esterno della chiesa è caratterizzato dalla facciata barocca, che dà su rue Saint-Honoré.
Il prospetto è opera di Jules-Robert de Cotte e venne costruito nel 1739. Ispirato a quello della romana chiesa del Gesù (opera di Giacomo della Porta, 1580-1584), è a salienti. La parete, movimentata per la presenza di rientranze e sporgenze di varie tipologie, si articola in due ordini sovrapposti, divisi da un cornicione decorato con triglifi alternati a metope decorate con cerchi a bassorilievo. Nella parte inferiore, caratterizzata dalla presenza di colonne tuscaniche, si aprono tre archi: quello centrale corrisponde al portale maggiore, mentre i due laterali sono due nicchie poco profonde entro ciascuna delle quali si apre un portone rettangolare, più piccolo rispetto a quello mediano. L'ordine superiore corrisponde solo alla parte apicale della navata centrale, raccordata tramite due grandi volute alle navate laterali; due coppie di colonne corinzie lisce incorniciano il grande finestrone ad arco a tutto sesto, contenente il quadrante di un orologio, e sorreggono il timpano triangolare, sormontato da una croce marmorea.
La chiesa è priva di campanile.

### Interno
La chiesa di San Rocco presenta una pianta a croce latina. L'aula è suddivisa in tre navate di cinque campate ciascuna da due file di arcate a tutto sesto poggianti su pilastri quadrangolari e intervallate, nella navata centrale, da lesene doriche che idealmente sorreggono un cornicione analogo a quello che divide orizzontalmente la facciata; la navata maggiore è coperta con volta a botte lunettata e illuminata da ampie finestre ad arco.
Questo schema continua anche oltre la crociera (coperta da una cupola con affresco di Jean-Baptiste Pierre Assunzione di Maria) dove, oltre il transetto non sporgente oltre le cappelle laterali, le tre navate formano il coro e il deambulatorio.
Fra le opere degne di nota nell'area dell'aula, vi sono vari monumenti sepolcrali nelle cappelle laterali e il pulpito, opera di Simon Challe (1758) con aggiunta successiva delle cariatidi di sostegno nel XX secolo da parte di Gabriel Rispal.

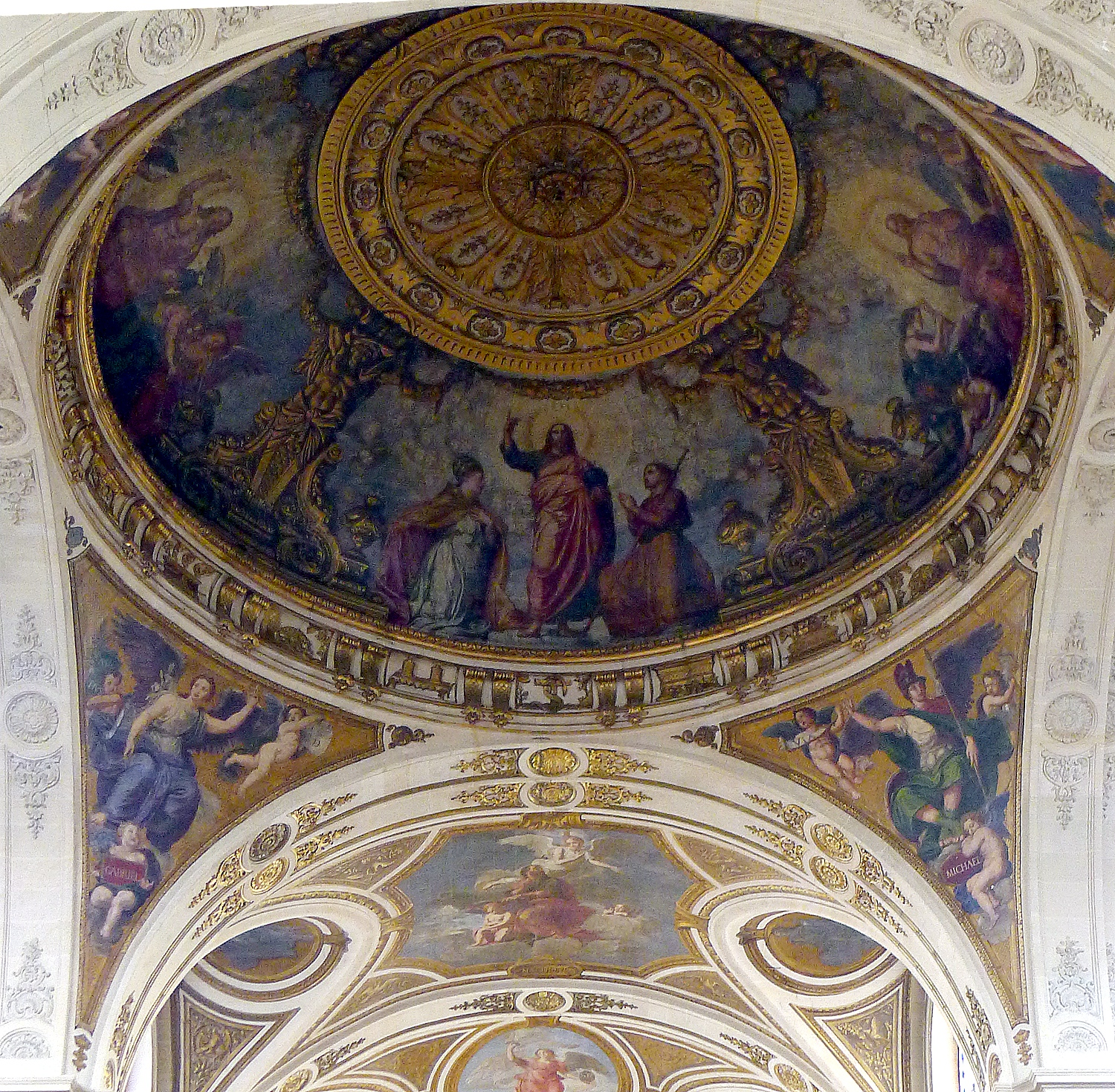
Assunzione (Jean-Baptiste Pierre, 1756)
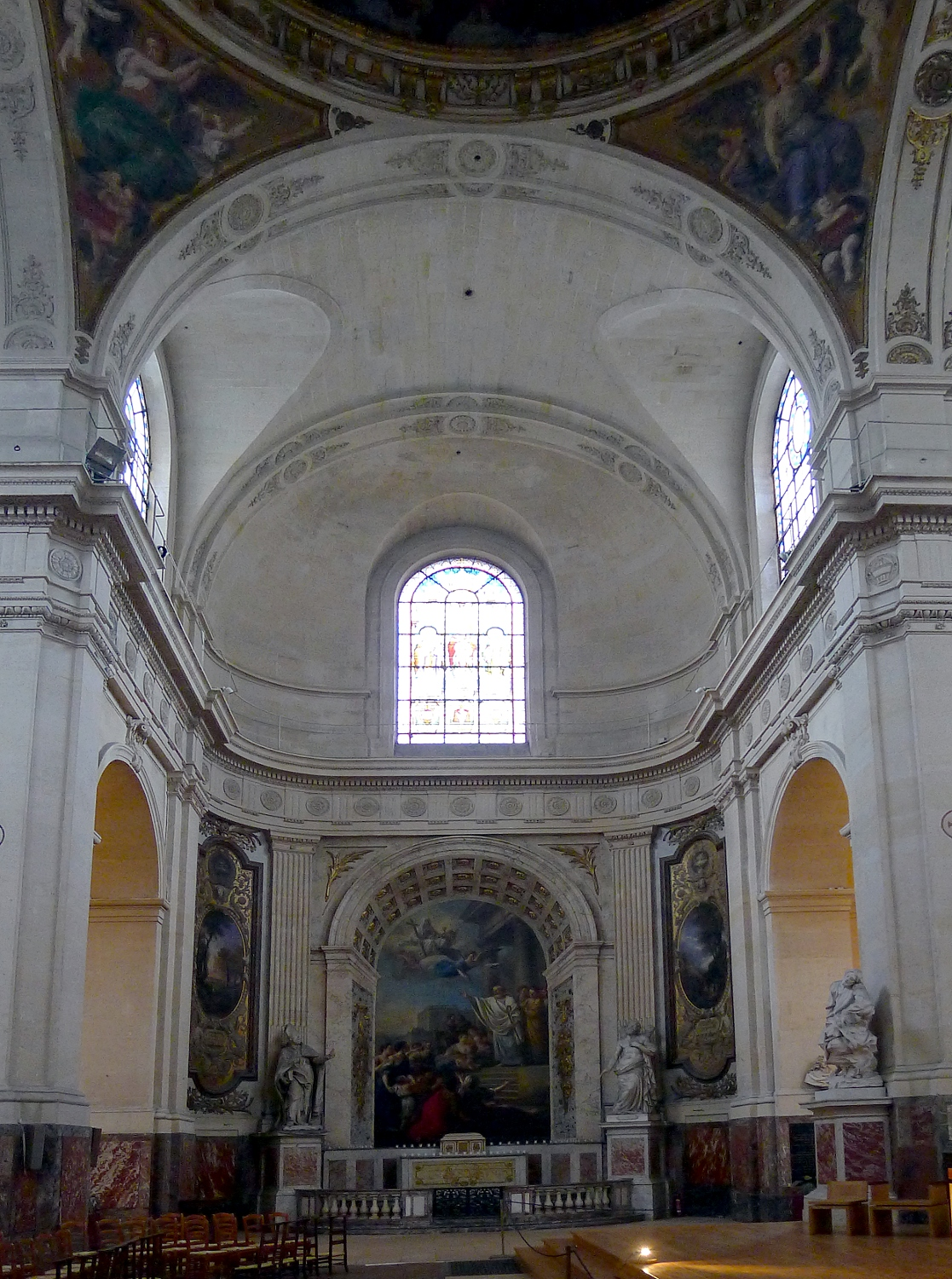
Transetto di sinistra
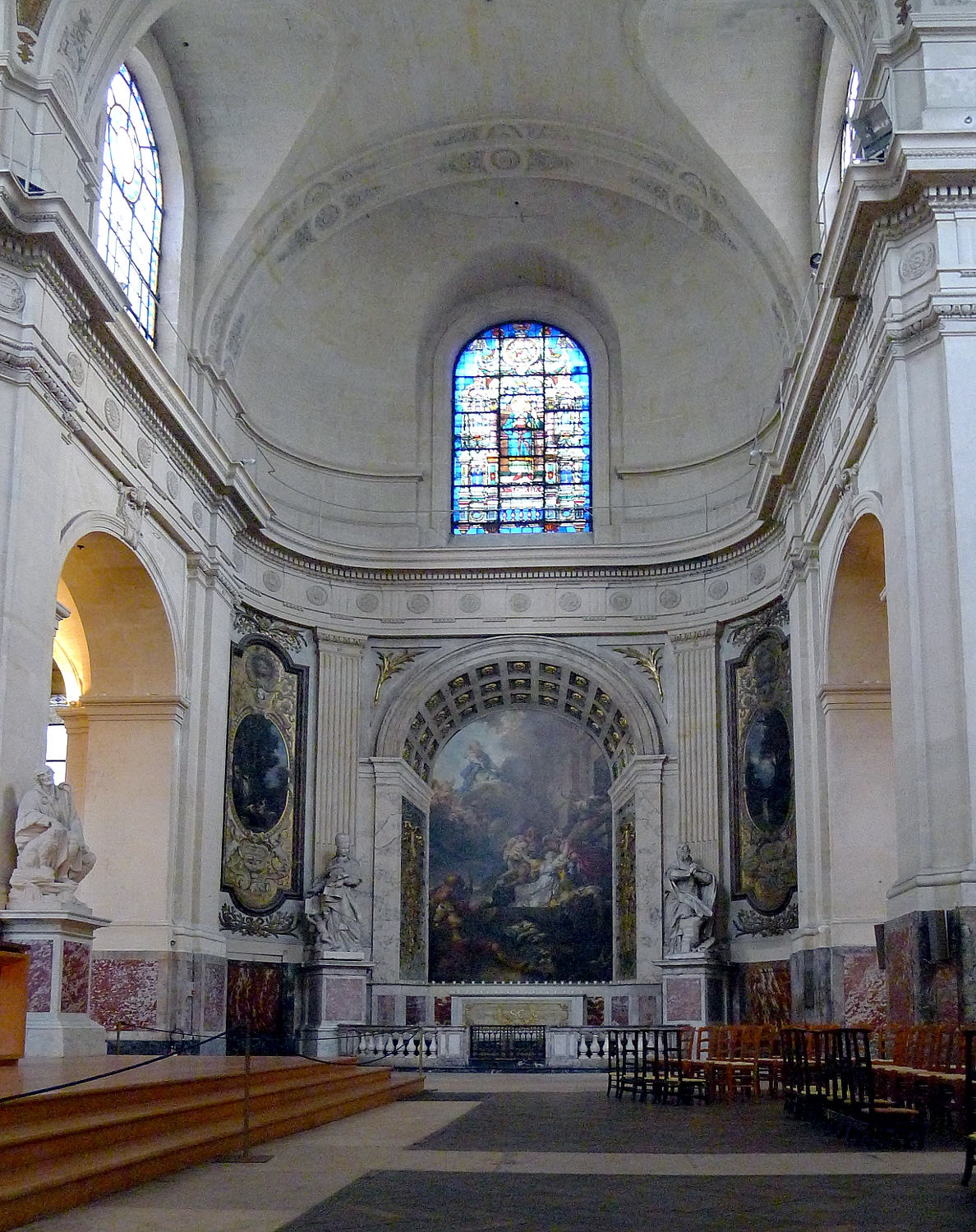
Transetto di destra
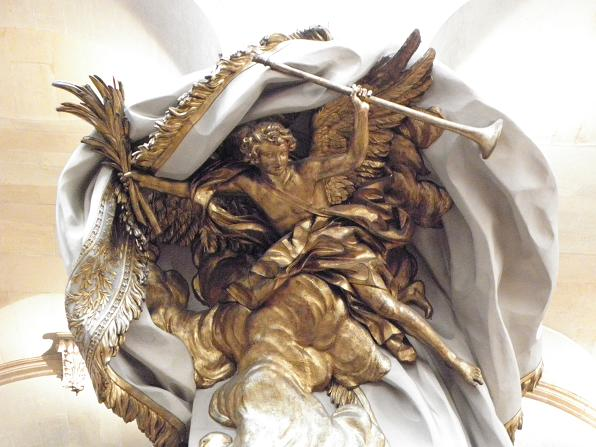
Copertura del pulpito (Simon Challe, 1758)

#### Coro e abside

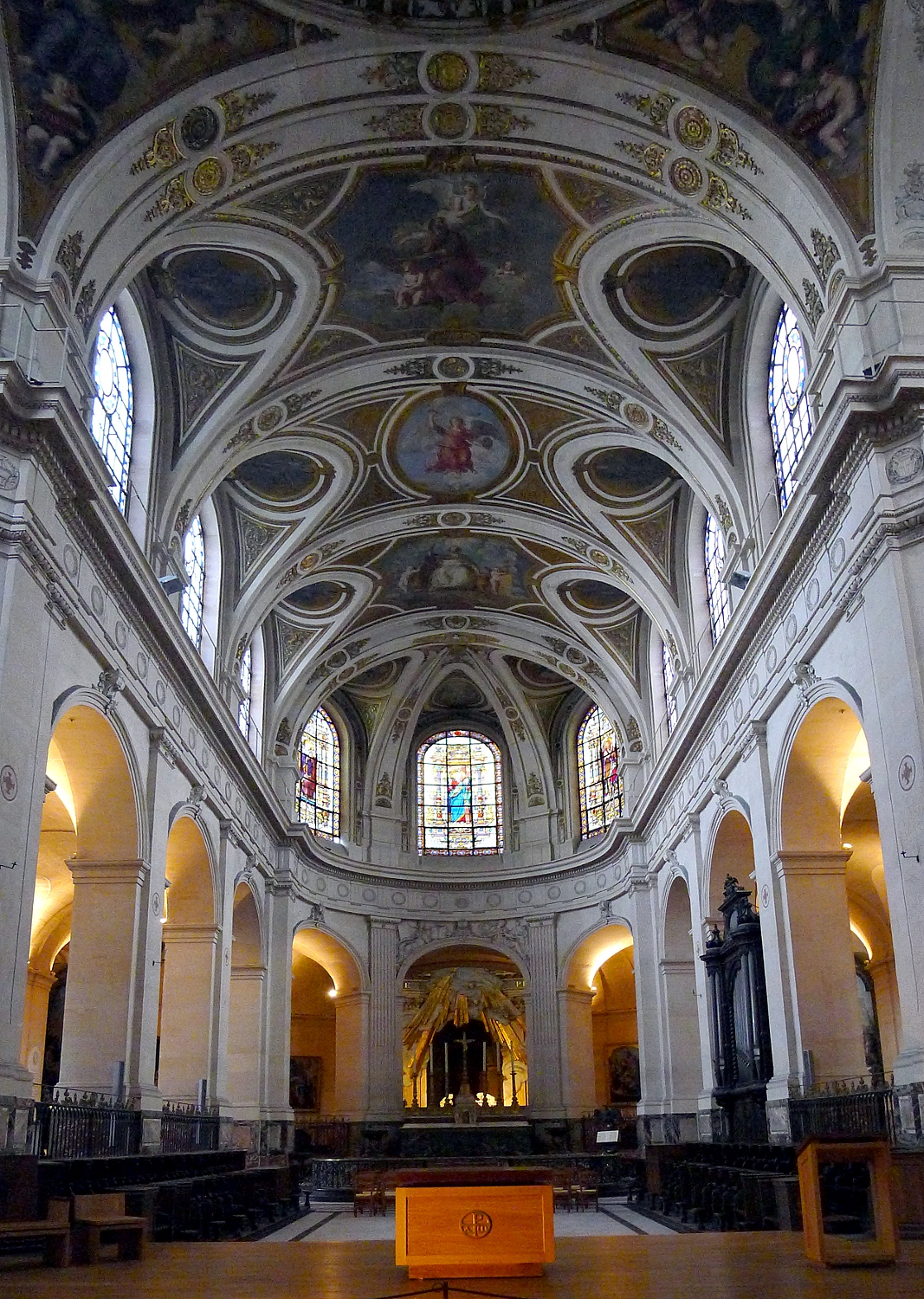
Il coro e l'abside.

Il coro è costituito da un ambiente a pianta rettangolare di tre campate, analogo alla navata centrale, terminante con un'abside semicircolare e coperto con volta a botte lunettata affrescata, nella quale si aprono le ampie finestre a tutto sesto che danno luce all'ambiente. Le pareti laterali comunicano tramite il retrostante deambulatorio, dorato di cappelle, tramite arcate a tutto sesto poggianti su pilastri e separate da lesene tuscaniche.
Mentre ai lati trovano luogo su due ordini gli stalli lignei del coro, in corrispondenza dell'arcata centrale, in posizione arretrata, vi è l'antico altare maggiore, con mensa in marmo verde. L'attuale presbiterio, caratterizzato da arredi lignei di gusto moderno (altare, ambone e sede), è situato in posizione avanzata, sotto la crociera.
Il clero aveva a disposizione il suo spazio funerario sotto il coro, la cui entrata è situata al centro del coro ed è protetta da una lastra di marmo nero. Questa lastra, sempre visibile, contiene un'iscrizione funeraria con diversi simboli a carattere apotropaico, tra le quali teste di morto e torce rovesciate. Tra i civili sepolti all'interno della chiesa figurano gli scultori François e Michel Anguier, il poeta Pierre Corneille, l'architetto dei giardini André Le Nôtre, l'ammiraglio René Duguay-Trouin, Diderot, l'Abate della Spada, ed altri.

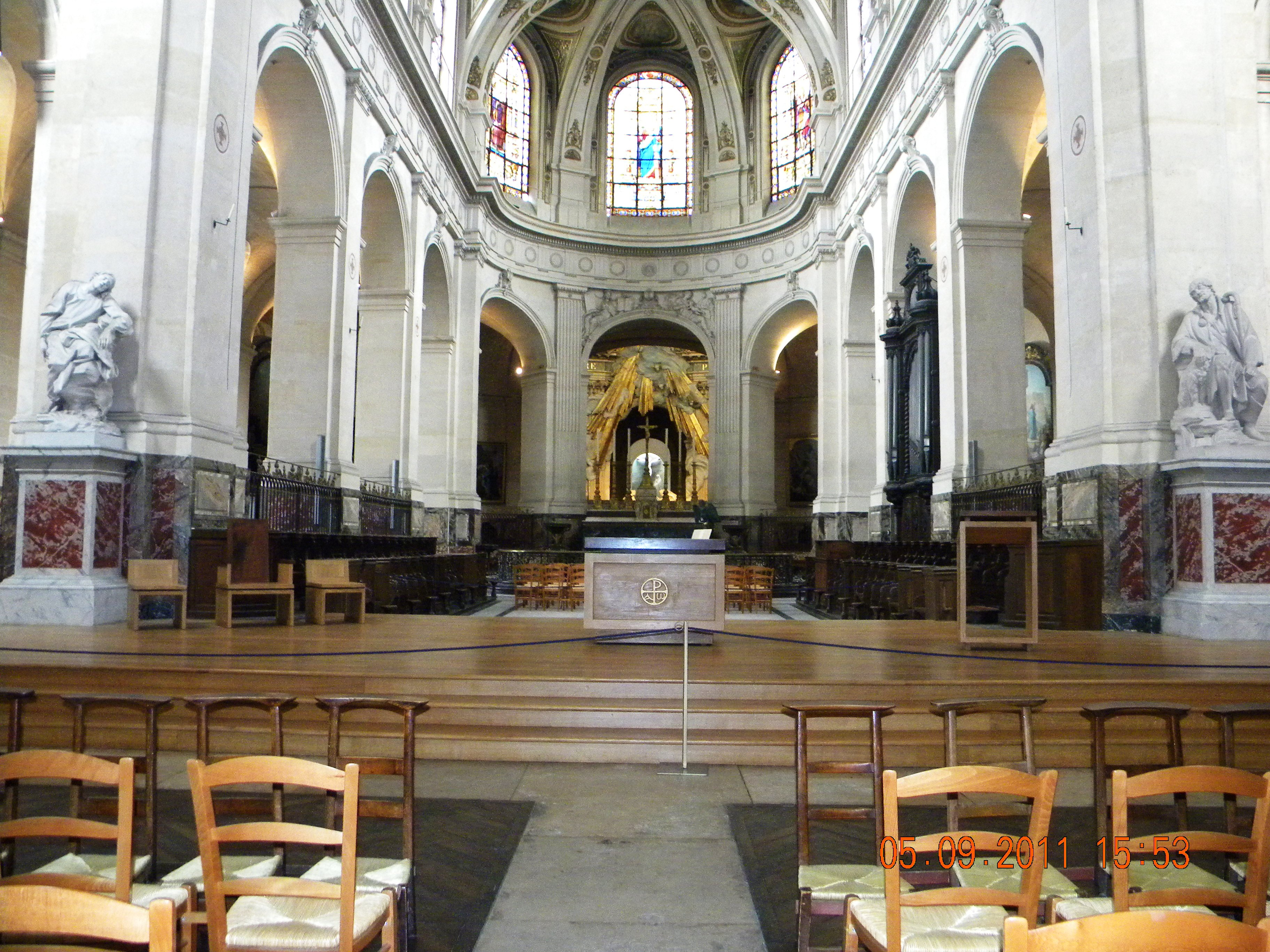
Presbiterio
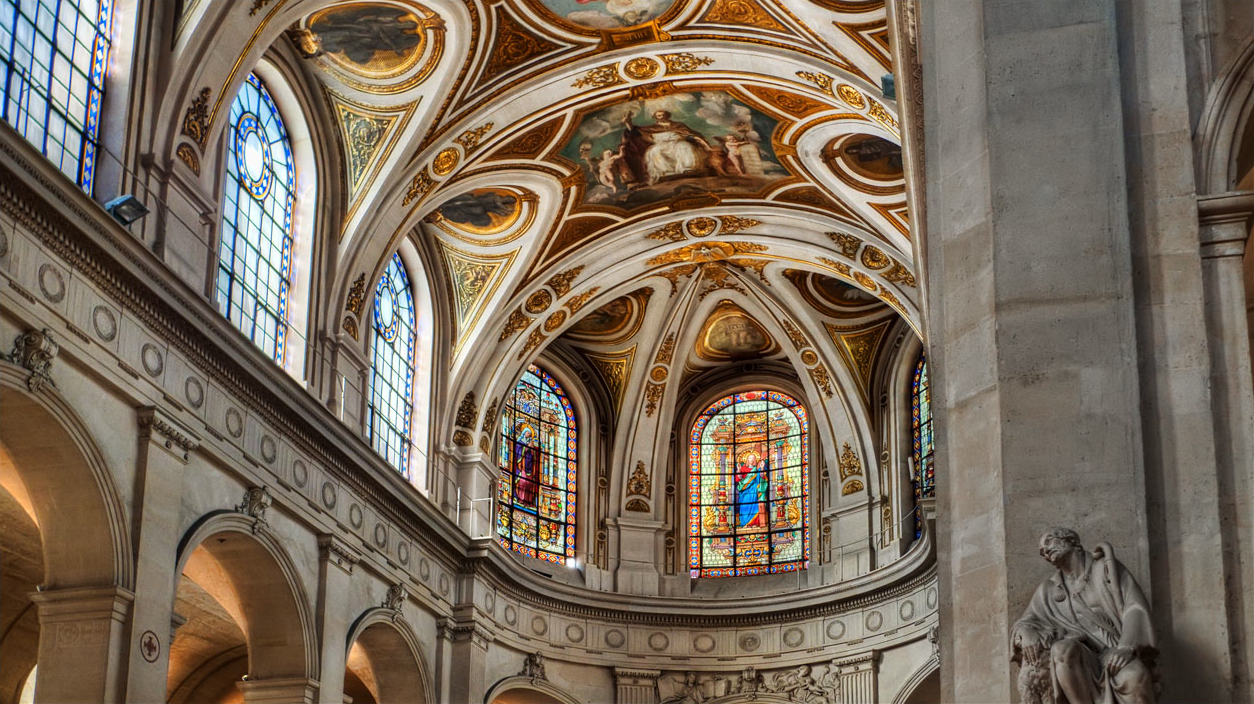
Volta del coro e dell'abside
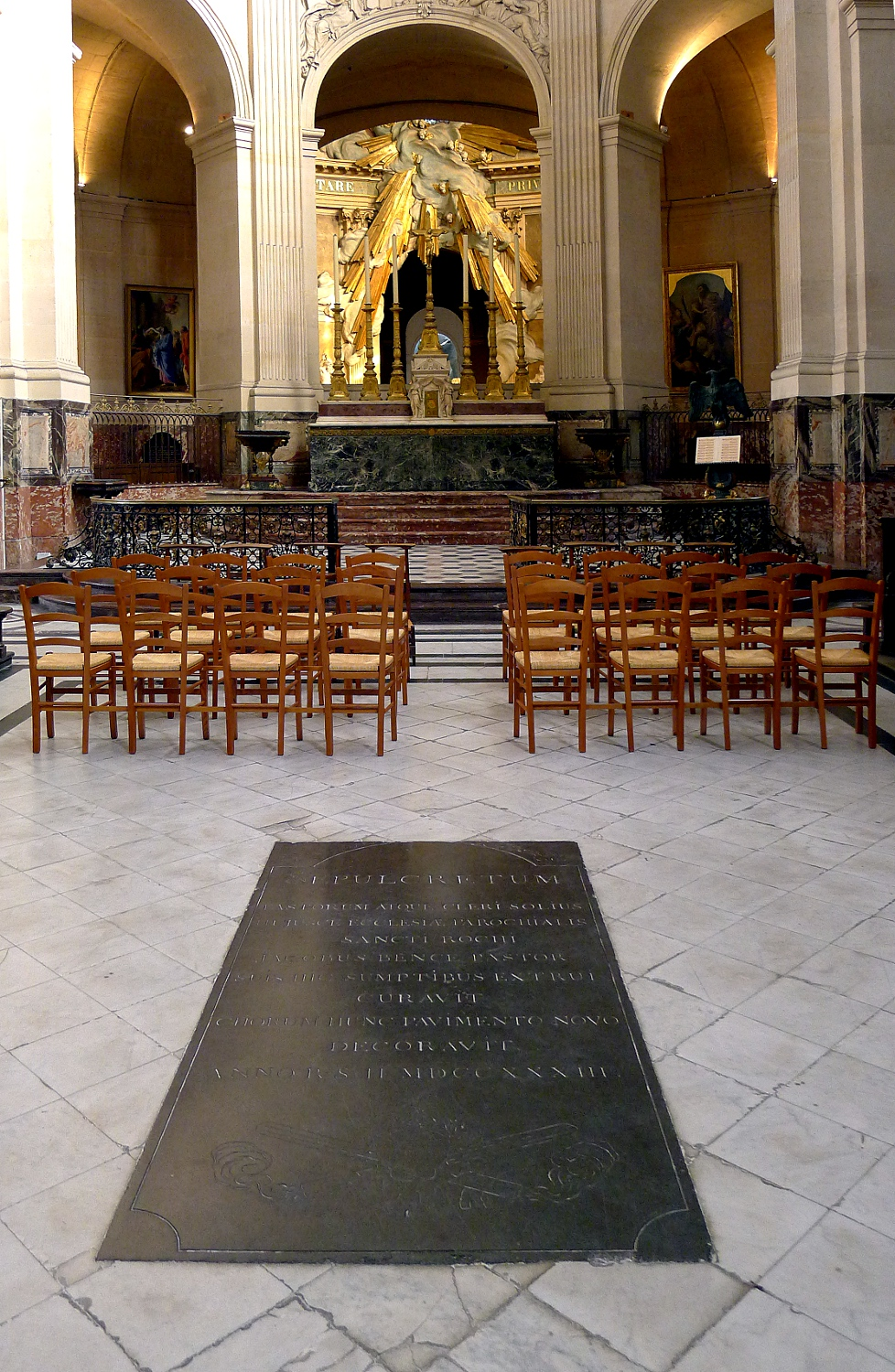
Lapide-accesso della sepoltura del clero

#### Cappelle assiali
In asse con l'arcata centrale dell'abside, posta alle spalle dell'antico altare maggiore, si apre una serie di tre cappelle assiali, aperte in epoca differenti e caratterizzate dalla possibilità di esser viste tutte, tramite aperture ad arco, dalla chiesa.

#### Cappella della Vergine

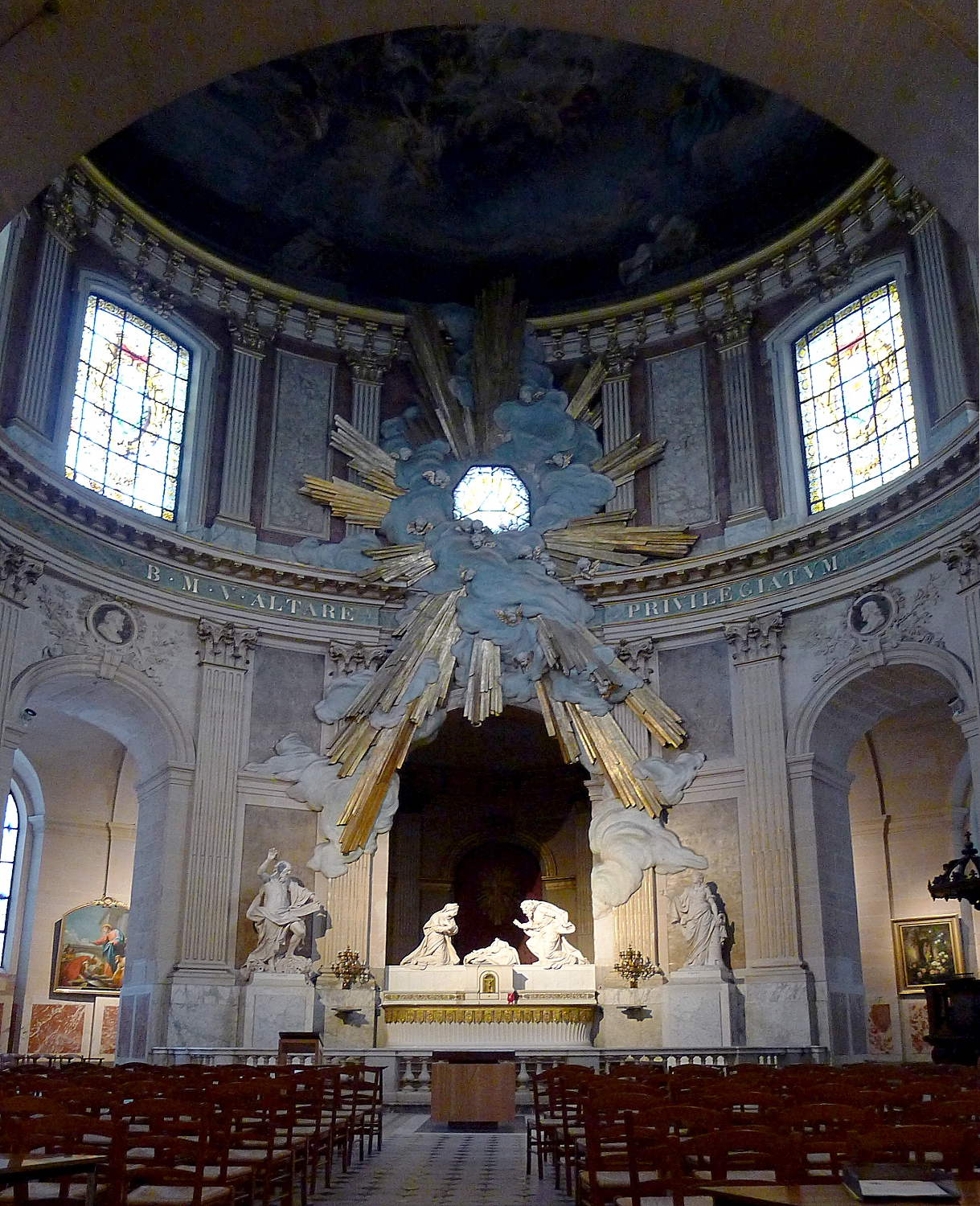
Cappella della Vergine

La cappella della Vergine prolunga il coro verso nord. Questo edificio supplementare, progettato da Jules Hardouin-Mansart e costruito nel 1709 con i fondi raccolti attraverso una lotteria, si presenta sotto forma d'ellissoide di dimensioni rispettabili, il cui asse maggiore è orientato in direzione est-ovest, cioè ad angolo retto con l'asse principale della chiesa.
La cappella, mescolando gli stili barocco e classico, comprende numerosi elementi notevoli. Essa possiede in particolare una cupola, la cui volta sostiene un'Assunzione di Maria, dipinta tra il 1749 e il 1756 dal primo pittore del duca d'Orléans, Jean-Baptiste Marie Pierre, ed è stata restaurata nel 1932.
Il suo altare, ove una volta si trovava un'Annunciazione di Étienne Maurice Falconet, opera scomparsa durante la Rivoluzione, è sormontato da una Natività in marmo, opera dello scultore Michel Anguier che la realizzò nel primo decennio del XIX secolo. In alto figura un'imponente Gloria divina del Falconet, ispirata alla Cattedra di San Pietro del Bernini, i cui raggi, disseminati di teste di angioletti, discendono sulla Sacra Famiglia. Questo gruppo è completato da due altre opere, San Girolamo, di Lambert-Sigisbert Adam (1752) e una Santa Barbara, di autore anonimo (1700 circa), da una parte e dall'altra dell'altare.

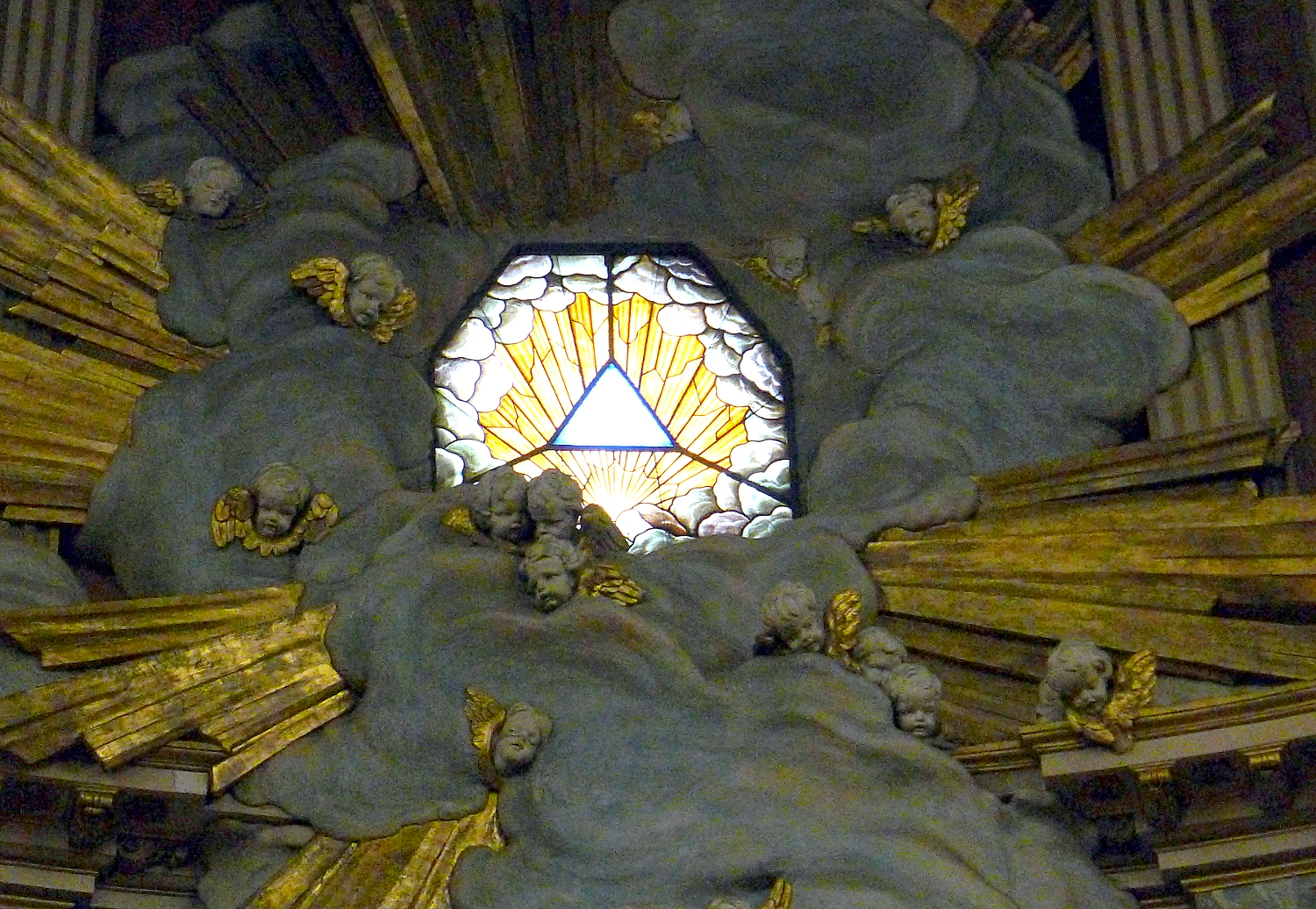
Dettaglio della Gloria divina, con volti d'angioletto
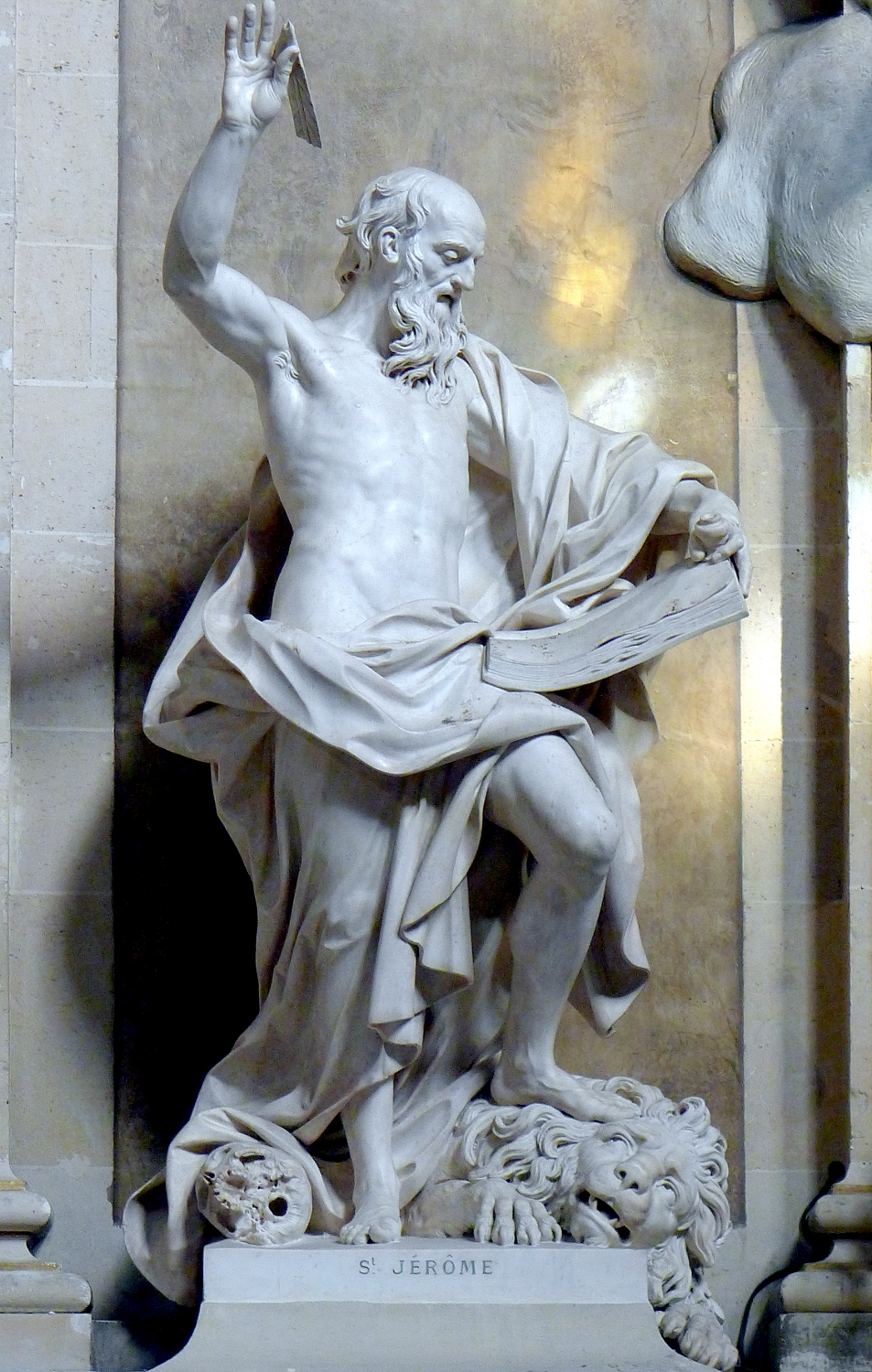
San Girolamo, di Lambert-Sigisbert Adam
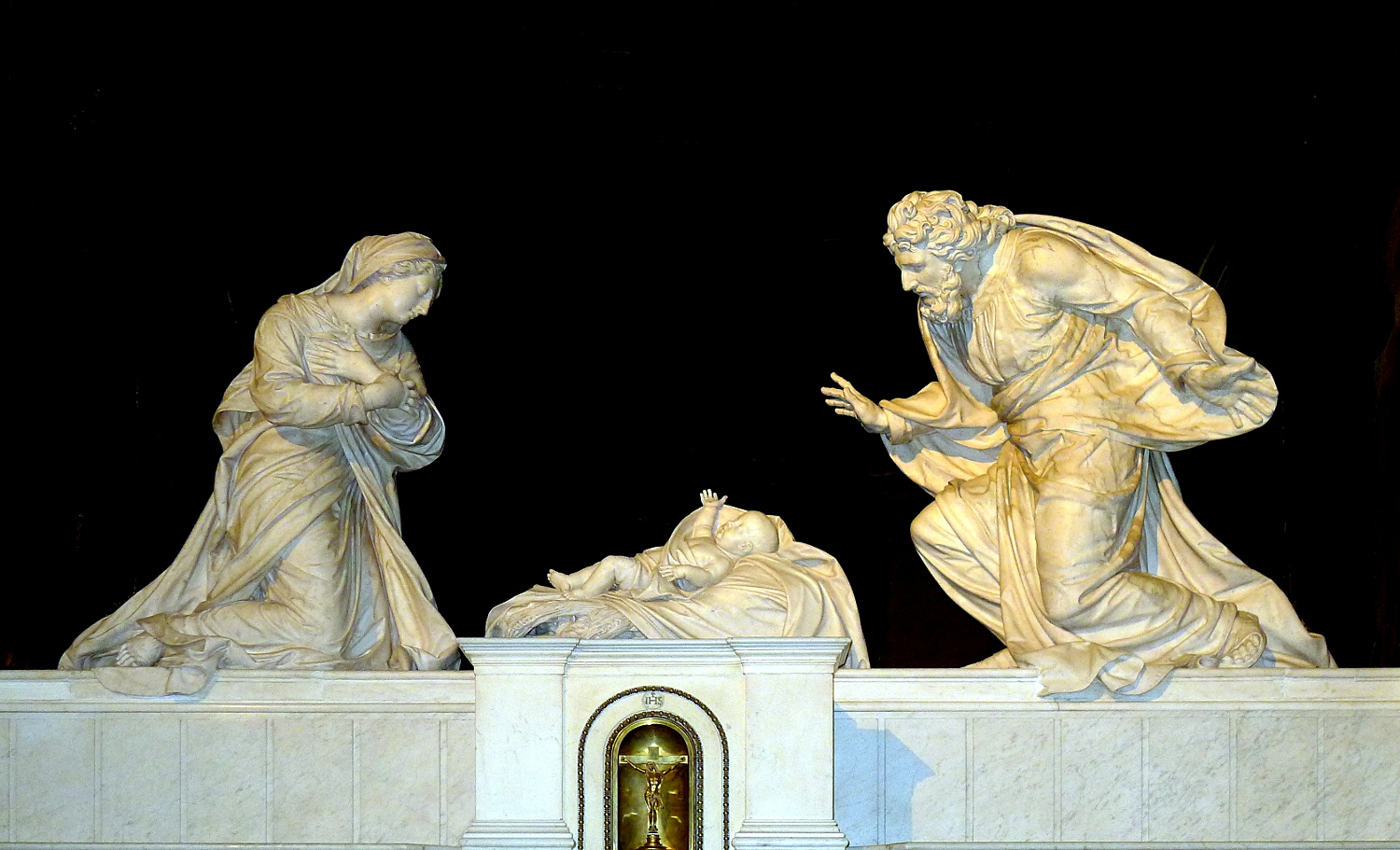
Natività, di Michel Anguier
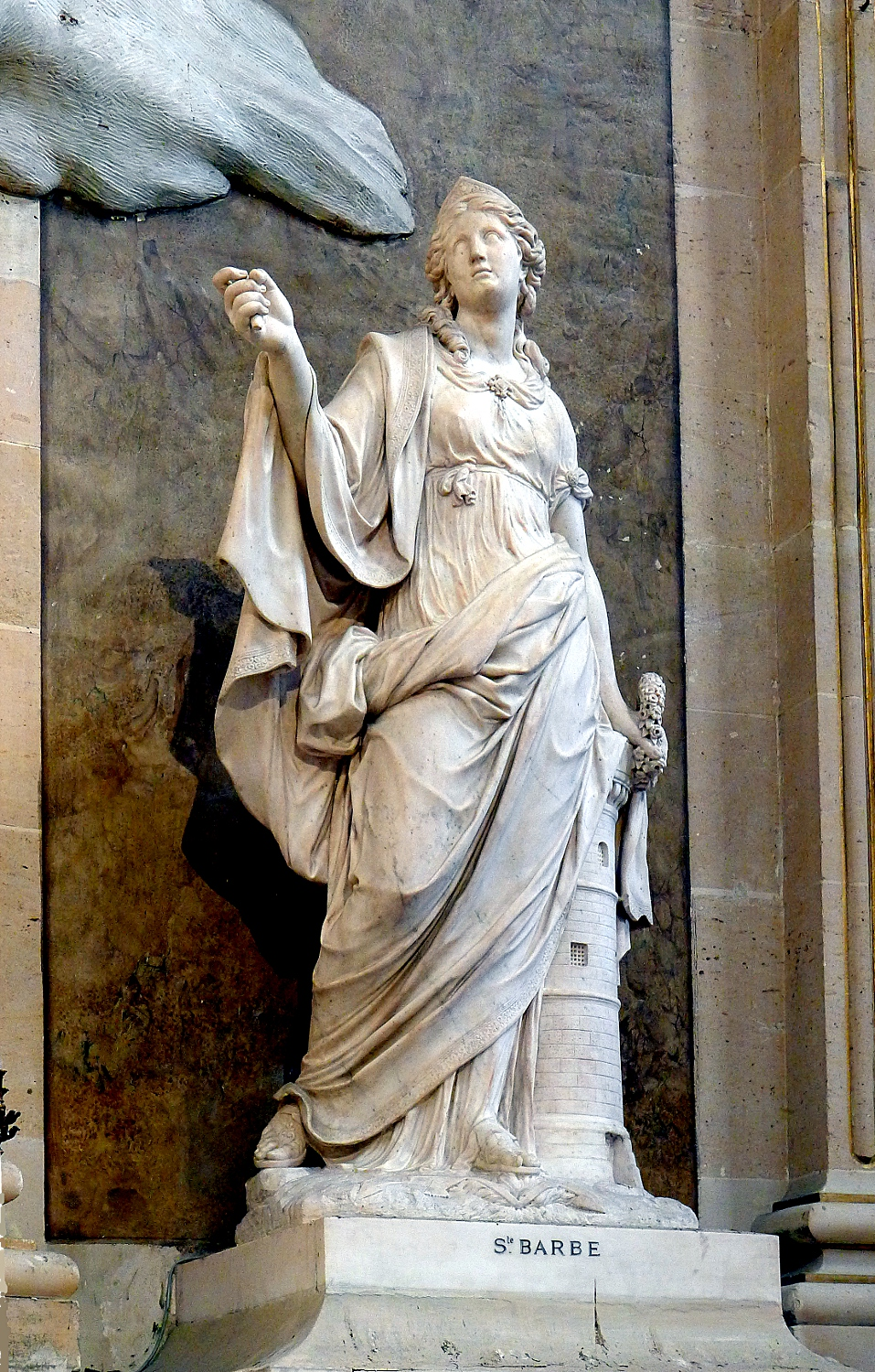
Santa Barbara

#### Cappella dell'Adorazione

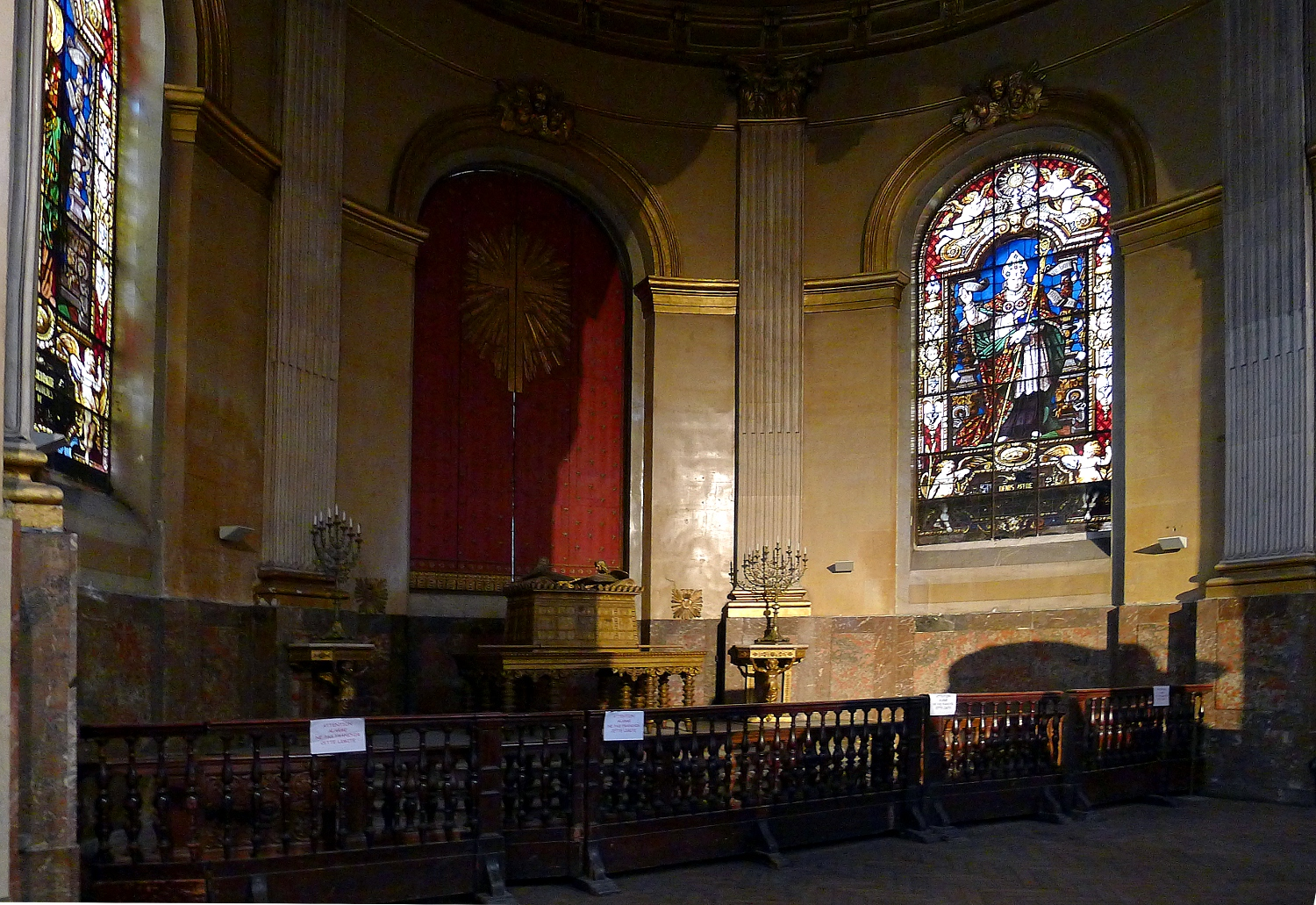
Cappella dell'Adorazione

Costruita con i fondi di Law, questa cappella, detta dell'Adorazione, fu costruita nel 1717.
Essa è allineata all'asse nord-sud della chiesa e costituisce un prolungamento della cappella della Vergine sotto forma d'una nicchia aperta del deambulatorio contornante quest'ultima. Immersa in una voluta semi-oscurità, rischiarata solo da due vetrate, essa possiede un ornamento religioso originale, ispirato a quello del Tempio di Salomone e costituito da una riproduzione dell'Arca dell'alleanza, posta sull'altare, e da due menorah; l'ancona è costituita da due sportelli con sopra dipinta la Croce gloriosa, i quali mettono in comunicazione l'ambiente con la retrostante cappella del Calvario. Le due vetrate rappresentano, a sinistra, san Dionigi l'Areopagita, e a destra Mons. Affre, arcivescovo di Parigi dal 1840 al 1848 e morto sulle barricate.

#### Cappella del Calvario

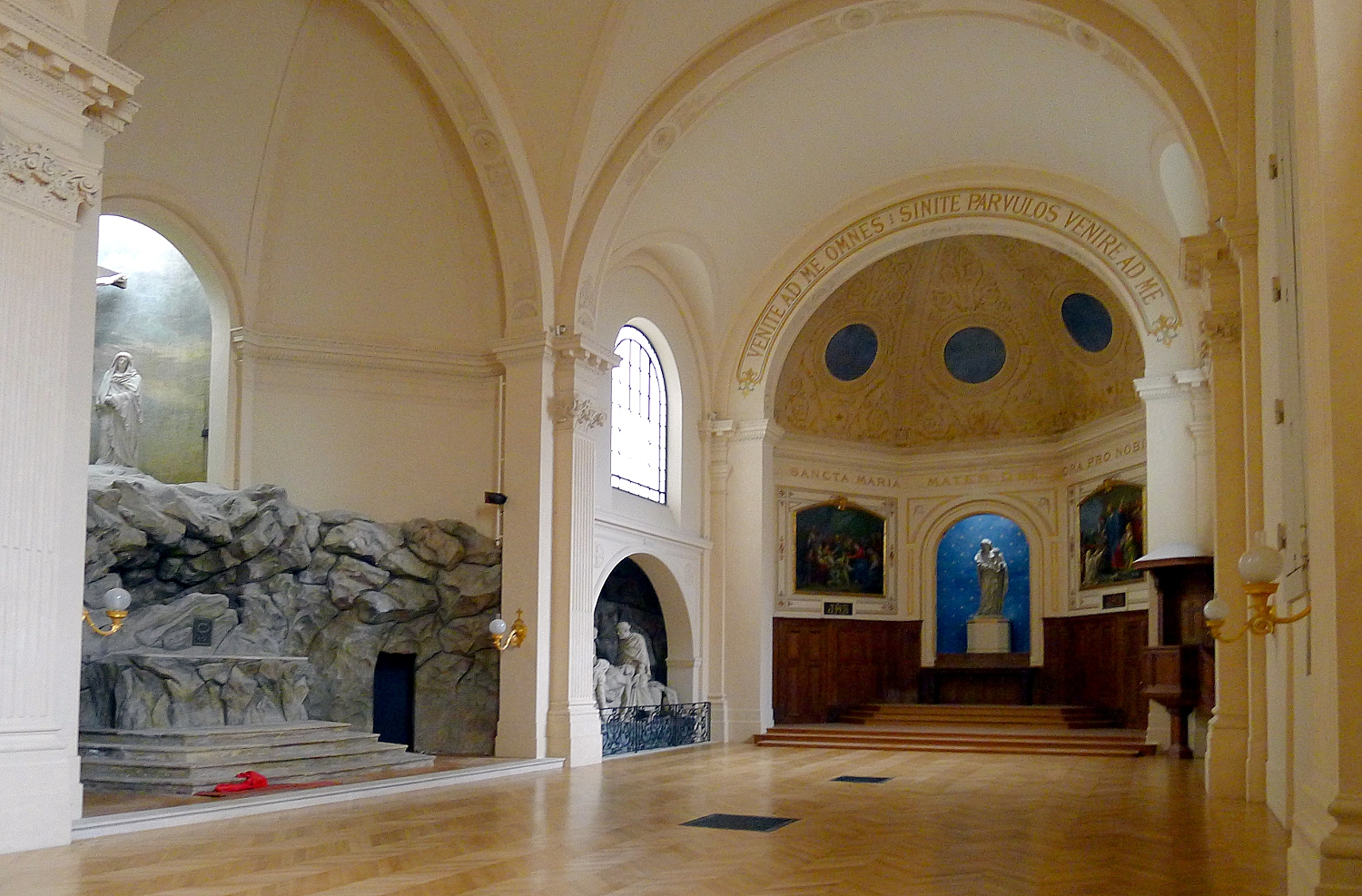
La cappella del Calvario.

La cappella del Calvario fu eretta nel 1754, su progetto di Falconet, in sostituzione dell'antico cimitero, a nord della chiesa; il suo asse principale è perpendicolare a quello nord-sud dell'edificio, del quale costituisce il termine.
Essa fu costruita su iniziativa di Jean-Baptiste Marduel, curato della parrocchia dal 1749 al 1789; egli ne affidò la realizzazione al giovane architetto Étienne-Louis Boullée, che ridisegnò anche gli altari del transetto. Profondamente rimaneggiata con l'ampliamento del 1850, venne caratterizzata da una nuova decorazione voluta dal comune di Parigi.
Oggi si accede a questa cappella sia da una porta che dà sulla rue Saint-Roch, sia a partire dal deambulatorio della cappella della Vergine, attraverso un passaggio contornante la cappella dell'Adorazione. La navata della cappella è orientata ovest-est ad angolo retto rispetto a quello della chiesa e contiene, ad est, un altare dedicato alla Vergine e, sul lato nord, tre nicchie laterali che ospitano, rispettivamente, una Crocifissione di Jean Bernard Duseigneur], l'altare intagliato in una roccia dominata da un Cristo in croce di Michel Anguier (lungo l'asse nord-sud della chiesa, visibile tramite l'ancona aperta della cappella dell'Adorazione) e una Deposizione di Louis Pierre Deseine (1819).

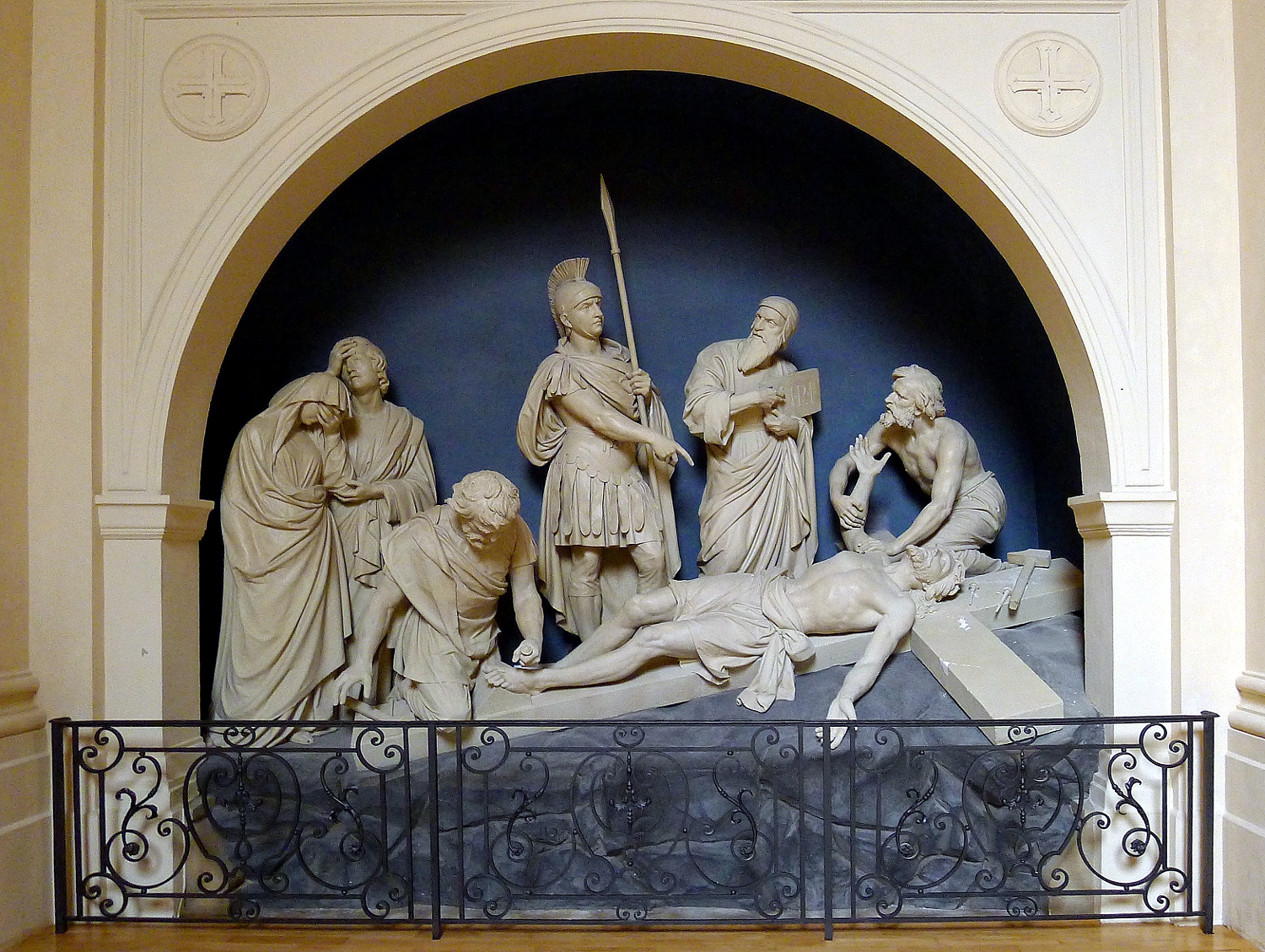
Crocifissione di Duseigneur
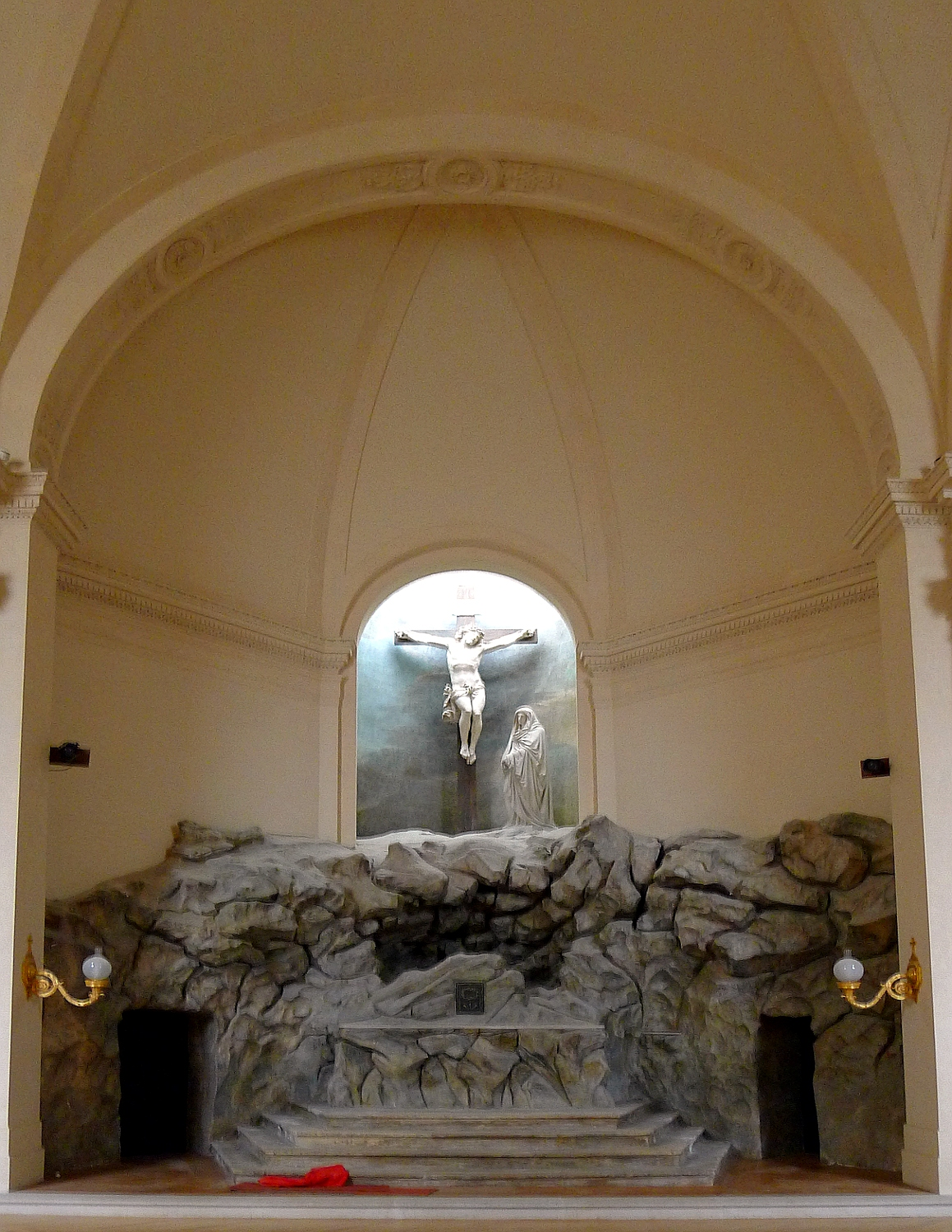
Altare con il Cristo in croce di Michel Anguier
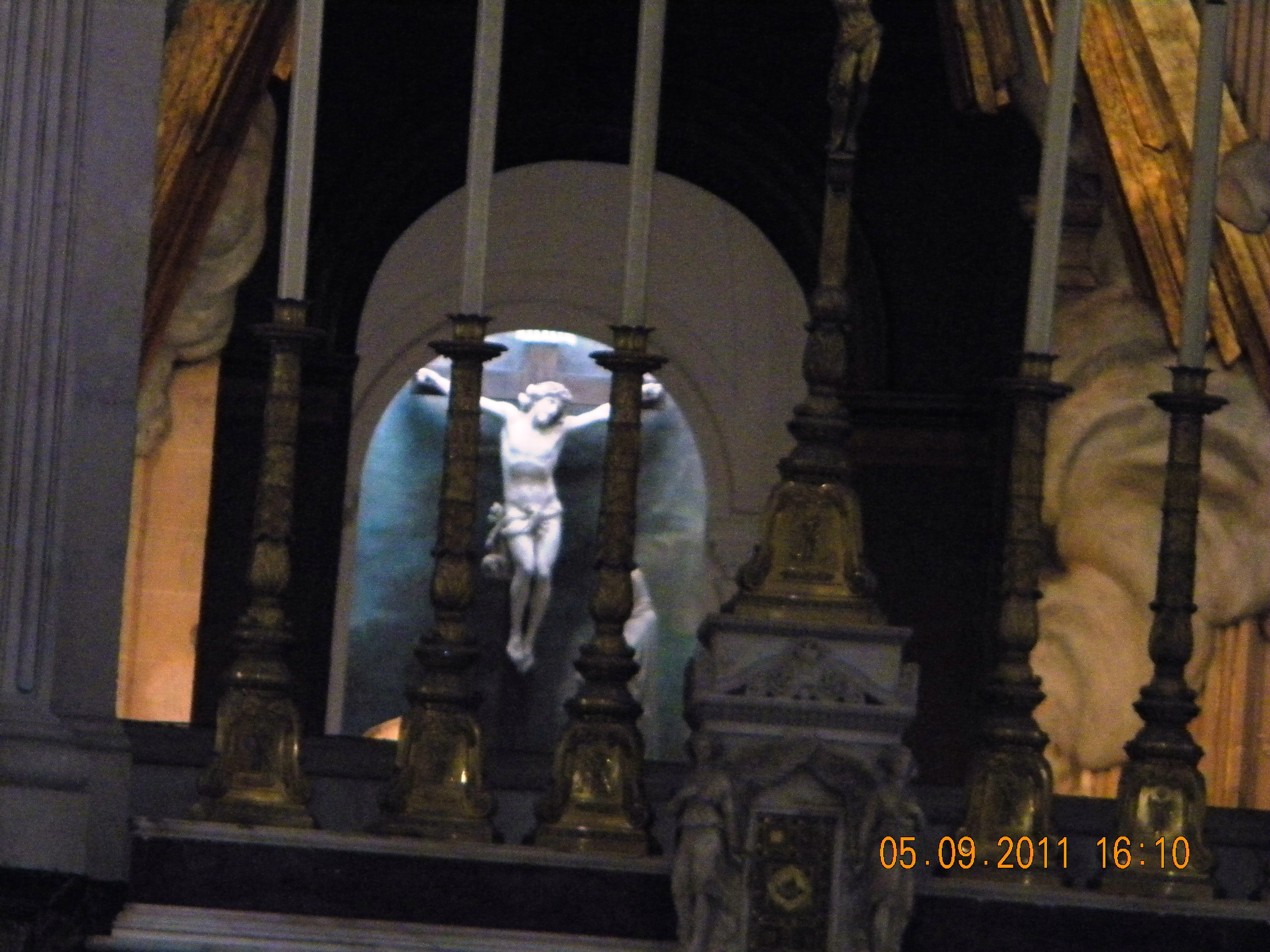
Il Cristo in croce visto dall'altare maggiore della chiesa
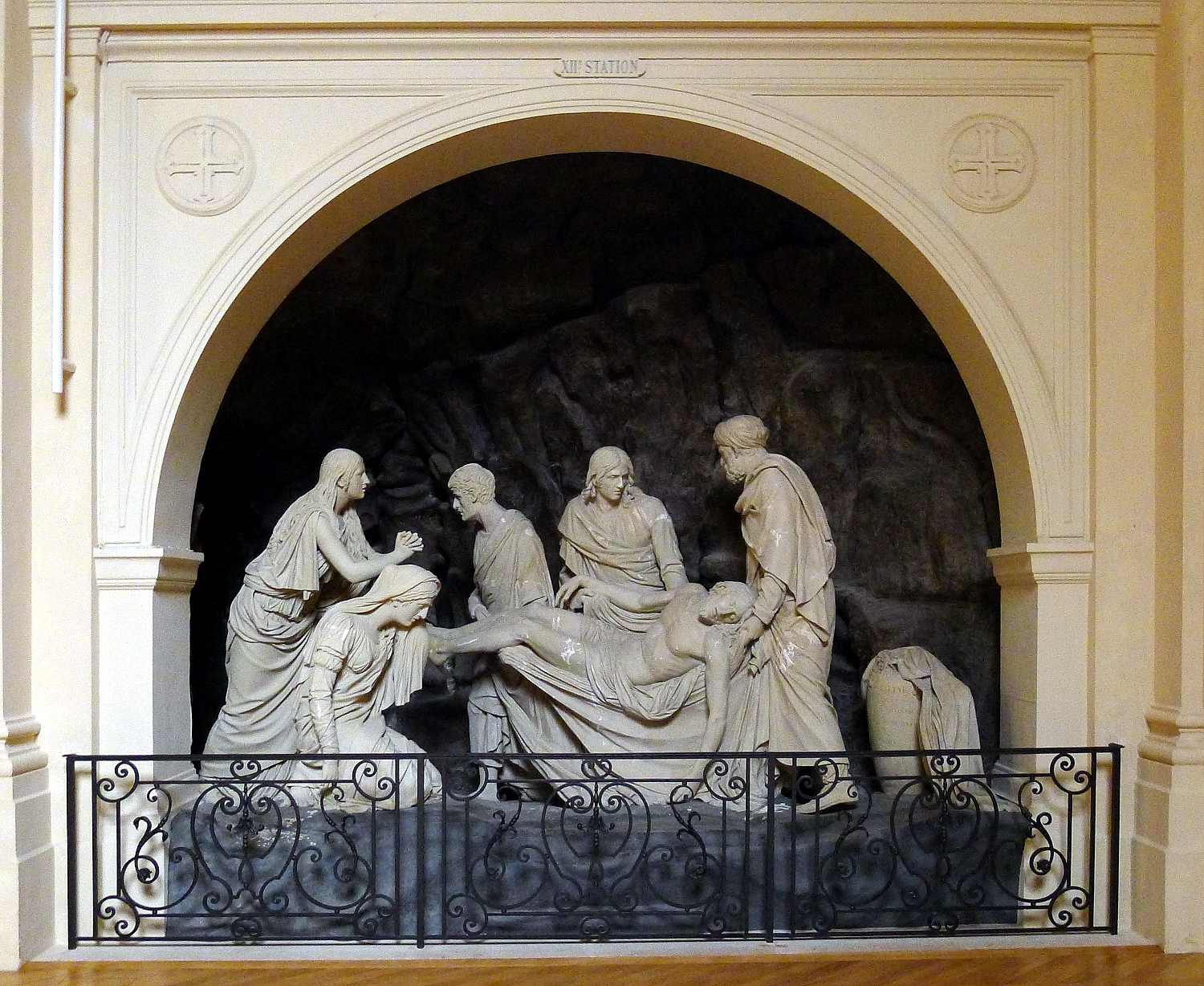
Deposizione di Deseine

### Organi a canne

#### Organo maggiore

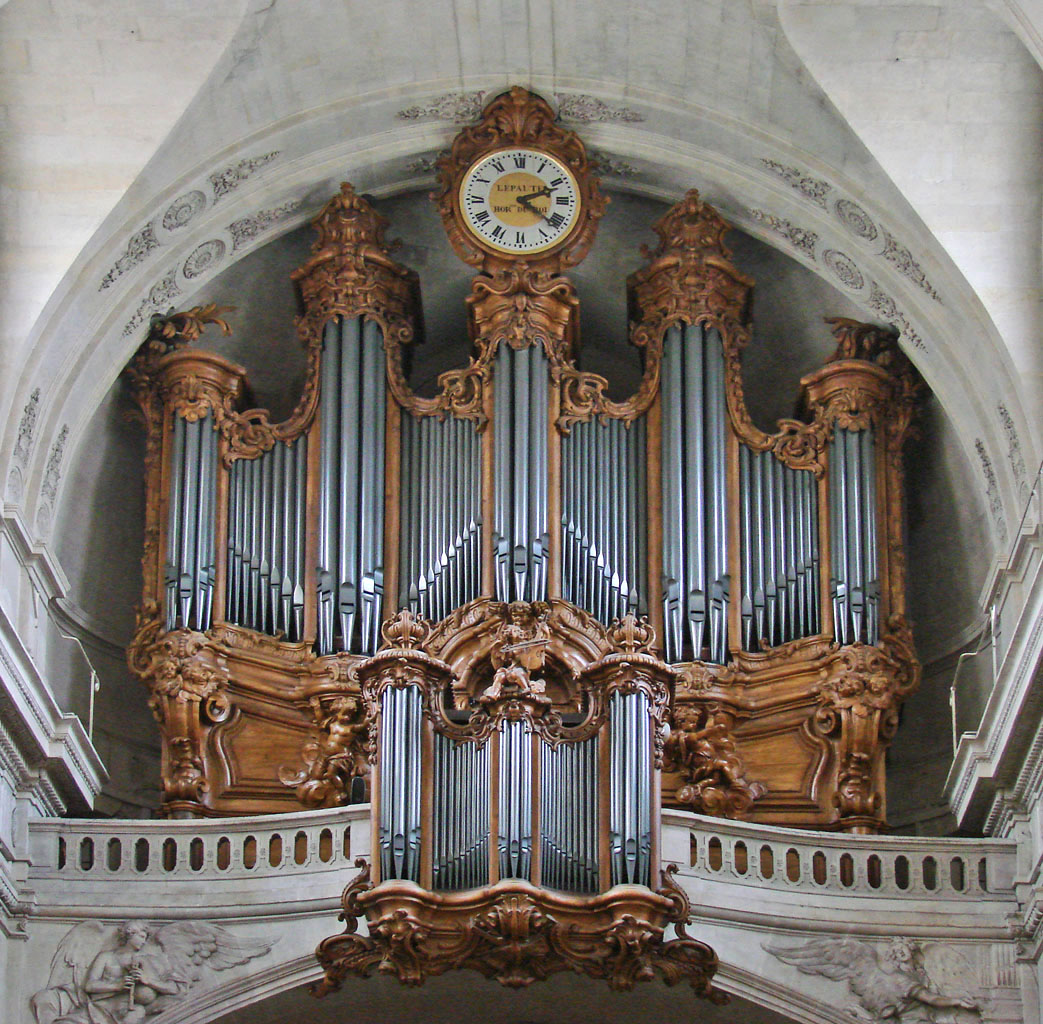
L'organo maggiore.

Sulla cantoria in controfacciata si trova l'organo a canne principale della chiesa. Lo strumento originario, del quale rimane soltanto la cassa, venne costruito nel 1752 da Louis-Alexandre Clicquot, e rimaneggiato dal figlio, François-Henri Clicquot nel 1769; danneggiato durante la Rivoluzione, venne ripristinato da Pierre-François Dallery, successore di Clicquot, nel 1826. Tra il 1839 e il 1842 Aristide Cavaillé-Coll operò una ricostruzione radicale dell'organo (che divenne la sua opus 14), e varie modifiche nel 1859 e nuovamente nel 1881 (opus 490). Attualmente esso si presenta secondo le caratteristiche tecniche acquisite durante l'intervento del 1881 dopo che, tra il 1991 e il 1994, l'organaro John Renaud ha operato un restauro filologico dello strumento.
L'organo è a trasmissione integralmente meccanica e dispone di 53 registri per un totale di 2832 canne. La consolle, a finestra, ha quattro tastiere di 54 note ciascuna e pedaliera di 30 note.

#### Organo del coro

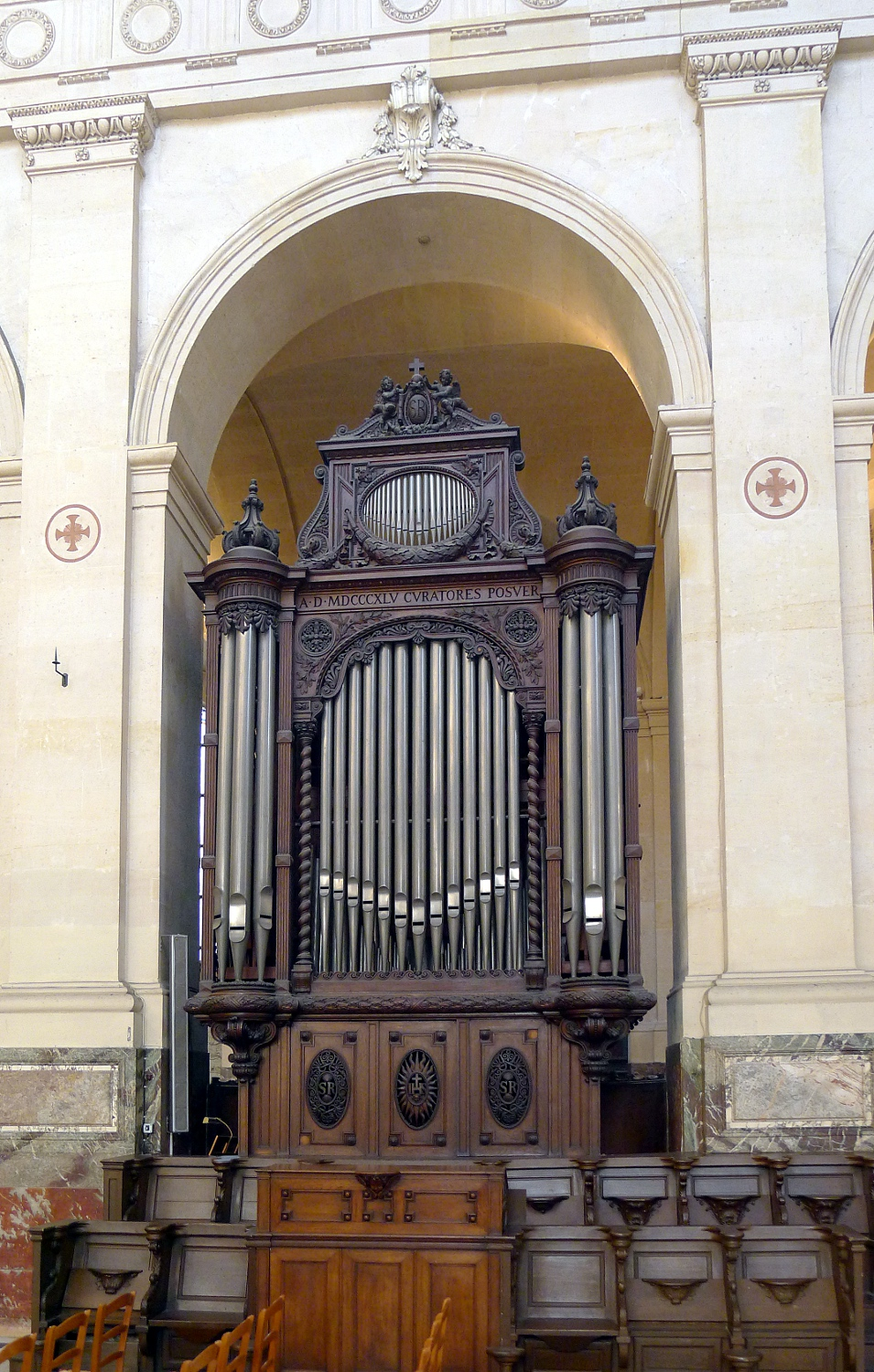
Organo del coro

Sotto la seconda arcata di destra del coro si trova l'organo a canne Aristide Cavaillé-Coll opus 19, costruito nel 1845 e rimaneggiato dallo stesso organaro nel 1865 (opus 275/258) e da Charles Mutin nel 1913.
Lo strumento è a trasmissione meccanica ed è racchiuso all'interno di una cassa lignea, addossata alla quale, rivolta verso il centro dell'ambiente, si trova la consolle; quest'ultima dispone di due tastiere di 56 note ciascuna e pedaliera di 30 note, con i registri azionati da pomelli posti su più file orizzontali ai lati del manuali.

#### Organo della cappella della Vergine
Nella cappella della Vergine si trova un terzo organo a canne. Di piccole dimensioni, venne costruito dall'organaro Abbey nel 1830, ed è integralmente a trasmissione meccanica, con un'unica tastiera di 53 note e pedaliera di 17, priva di registri propri e costantemente unita al manuale; il materiale fonico è integralmente racchiuso all'interno di una cassa lignea con portelle apribili sulla parte anteriore.